# Козма Манера
Козма Фердинандо Манера (на италиански: Cosma Manera) е италиански офицер, служил в Италианската армия между 1894 и 1940 година.

## Биография
Козма Манера е роден на 15 юни 1876 година в Асти, Кралство Италия. Син е на дивизионния генерал на кралските карабинери Фердинандо Манера и Делфина Руджеро. На 11 години постъпва във военен колеж в Милано, където научава множество чужди езици – френски, английски, немски, гръцки, турски, български, сръбски и руски. След това е приет в академията на Модена. На 18 години е преместен в Катания, където е втори лейтенант от пехотата и благодарение на уменията си през 1899 година е изпратен на Крит във 2-ри батальон на 93-та пехотна дивизия с чин лейтенант, за да проследи отблизо следвоенното положение между гърци и турци на острова.
През 1901 година се присъединява към Кралските карабинери и е назначен в легиона на Палермо, а по-късно във Верона. През 1904 година Министерството на външните работи го изпраща в Македония с италианската мисия за реорганизиране на жандармерията, която трябва да поддържа обществения ред и в която той включва 1400 мюсюлмани и православни войници (етнически албанци, българи и гърци арванити). На 24 март 1905 година италианският жандармерийки офицер на турска служба в Костур Козма Манера получава информация за готвената андартска акция и нарежда на турския офицер Ниязи бей да пренощува същата вечер в Загоричани, но той от своя страна отсяда с отряда си в близкото Куманичево.
Макар да успява да установи частично мирно съжителство между населението, той е отвлечен и осъден на смърт от местна общност, чийто ръководител също се казва Козма и е помилван в крайна сметка. След като се завръща в Италия, е назначен за контактно лице по македонските въпроси и италиански представител в Балканския комитет в Лондон през 1906 година. На 5 август 1908 година той се връща към първоначалната си длъжност и е назначен в легиона Алиеви. Повишен е в чин капитан през 1911 година, от февруари до юли 1913 година е изпратен на мисия в Албания, а по-късно в Берлин, за да подобри познанията си по немски. След това е изпратен в Русия за първа мисия в императорския двор.
По-късно между 1916 и 1920 година е майор от Кралските карабинери и като такъв е отговорен за спасяването на 10 000 италиански войници от австрийската армия през Първата световна война. В края на войната участва в Италианската мисия в интервенцията в руската гражданска война в Сибир.
Умира на 25 февруари 1958 година в Ривалта ди Торино.

## Отличия[5][6]

### Италиански награди
- Орден на Короната на Италия, 1908 г.
- Орден Свети Маврикий и Лазар, 1923 г.
- Кръст „За бойни заслуги“ (две степени),
- Медал за Либийската кампания, 1913 г.
- Медал „В памет на Итало-австрийската война 1915-1918 година“, 1920 г.
- Медал „Победа“, 1920 г.
- Медал „В памет на обединението на Италия“, 1922 г.
- Кръст „За военна служба“,

### Чужди награди
- Орден „Меджидие“, Османска империя
- Орден на Почетния легион, Франция
- Военен кръст, Великобритания, 1920 г.
- Орден „Света Марина“, Сан Марино